# 泉原保二
泉原 保二（いずはら やすじ、1941年10月6日 - 2024年11月15日）は、日本の政治家、実業家。自由民主党所属の元衆議院議員（2期）。泉興業株式会社代表取締役。
尼崎青年会議所理事長、自民党尼崎支部支部長、自民党国会対策委員会委員などを歴任。

## 来歴
兵庫県尼崎市出身。大阪商業大学商経学部を卒業後、産業廃棄物処理会社・泉興業の代表取締役に就任した。尼崎青年会議所の理事長などの役職も務めた。
1976年5月、紺綬褒章を受章する。
1990年2月18日の第39回衆議院議員総選挙で旧兵庫2区より無所属で立候補し、落選した。2003年10月、環境大臣表彰を受ける。
第42回衆議院議員総選挙と第43回衆議院議員総選挙にも立候補したが落選。2005年9月11日の第44回衆議院議員総選挙において、自由民主党の比例近畿ブロック単独44位で立候補し、次点となる。
その後、鍵田忠兵衛が奈良市長選挙立候補を表明し議員辞職したことに伴い、2009年5月20日に中央選挙管理会が協議を行い、5月21日の告示をもって繰り上げ当選となった。当選後は、自由民主党の国会対策委員会に在籍し委員を務めた。同年8月30日の第45回衆議院議員総選挙では落選、議員在職日数はわずか2ヶ月だった。
2012年12月16日の第46回衆議院議員総選挙において、自民党の比例四国ブロックに単独14位で立候補し当選、国政に復帰した。この選挙では当初泉原は比例近畿ブロックで届け出られていたが、自民党は公示後に選挙区を差し替えた。
2014年の第47回衆議院議員総選挙では比例名簿から外れ、立候補しなかった。
2016年4月の春の叙勲で旭日小綬章を受章する。
2024年11月15日、死去した。83歳没。

## 略歴
- 1941年 - 誕生。
- 1990年 - 第39回衆議院議員総選挙落選（旧兵庫2区、無所属）。
- 2000年 - 第42回衆議院議員総選挙落選（比例近畿ブロック）。
- 2003年 - 第43回衆議院議員総選挙落選（比例近畿ブロック）。
- 2005年 - 第44回衆議院議員総選挙落選（比例近畿ブロック）。
- 2009年 - 衆議院議員繰り上げ当選。
- 2009年 - 第45回衆議院議員総選挙落選（比例近畿ブロック）。
- 2012年 - 第46回衆議院議員総選挙当選（比例四国ブロック）。